# Barbara Cubin
Barbara Lynn Cubin (Salinas, 30 novembre 1946) è una politica e chimico statunitense, membro della Camera dei Rappresentanti per lo stato del Wyoming dal 1995 al 2009.

## Biografia
Nata a Salinas in California, ma cresciuta a Casper in Wyoming, la Cubin si laurò in chimica. Dopo aver lavorato in campo sociale e successivamente in campo siderurgico, la Cubin cominciò a gestire lo studio del marito Fritz, un medico. Nel 1979 divenne anche agente immobiliare.
La sua carriera politica iniziò nel 1986, quando venne eletta alla Camera dei Rappresentanti del Wyoming come esponente del Partito Repubblicano. Dopo sei anni venne eletta al senato statale del Wyoming e nel 1995 riuscì ad ottenere l'unico seggio destinato allo Stato del Wyoming alla Camera dei Rappresentanti nazionale.
La Cubin divenne così la prima donna ad occupare quel posto. Negli anni seguenti venne rieletta con margine discreto, ma nel 2006 rischiò di essere sconfitta dall'avversario democratico Gary Trauner, che ottenne il 47,8% dei voti contro il suo 48,3%. Nelle elezioni successive la Cubin decise di non concorrere più per il seggio e si ritirò.
La Cubin è una conservatrice, soprattutto contraria ad ogni forma di aborto. Durante la sua permanenza al Congresso le sono state mosse accuse di razzismo, mancanza di sensibilità nei confronti dei disabili e scarsa attenzione verso i problemi ambientali.